# Богістон (Бостанлицький район)
Богісто́н (також Богустан) — селище в Бостанлицькому районі Узбекистану Ташкентської області, розташоване на березі Чарвацького водосховища, з боку річки Пскем, на висоті 960 метрів над рівнем моря, на північно-західному схилі гірського хребта Коксу (Західний Тянь). У перекладі з узбецької та таджицької мов. Богистон означає «земля садів», бог- сад, стон - край, земля.

## Населення
Населення Богістона живе за рахунок сільськогосподарського виробництва, тваринництва, а також збирання плодів у навколишніх горах. Населення селища 2000 чоловік, переважно таджики. Неподалік селища Богистон розташовані: селище Бричмулла, з населенням 4100 осіб; Янгікурган, із населенням 700 осіб; Юсупхона – 500 осіб, Ювілейний – 1200 осіб, Баладала – 1800 та Нанай – 3800 осіб.

## Історія
Селище виникло у VI столітті. Це був період розквіту Тюркського Каганату (552-745), коли почали заселятися передгір'я та горбисті райони річки Чирчик та її головних приток. У Середні віки цими місцями проходили торгові шляхи з Семиріччя і Фергани в Чач (Ташкент).
Богистон відомий завдяки двом видатним особистостям, чиї життя пов'язані з цим селищем. Найвідомішим є Шейх Ховенді ат-Тахур (Шейхантаур), який народився тут у XIII столітті. Він був Сейдом, це означає, що він належав до племені Курайш курайшити, рідного племені пророка Мухаммеда. Його батько Шейх Омар був прямим нащадком у сімнадцятому поколінні другого благочестивого халіфа Умара ібн ал-Хатаба, тому чоловіки в цій родині носили почесне звання Ходжа. Шейх Омар був присвяченим суфієм, послідовником дервішу Хасана Булгарі. Він прибув до Ташкента з єдиною метою – поширення ісламу. Незабаром Шейх Омар перебрався до Богістона, де він провів залишок свого життя і був похований на березі річки Пскем. Молодий Шейхантаур прийняв посвяту серед дервішів міста Ясси, де вже на той час був поширений культ суфістського Шейха та засновника ордена Ходжі Ахмеда Ясаві. Після тривалого періоду подорожей Маверанахром, Шейхантаур прибув Ташкент, де він залишився у пам'яті людей як «наймудріший з наймудріших». Шейх помер між 1355 та 1360 роками.
Ще однією видатною людиною, яка залишила важливий слід в історії Узбекистану і також народилася в селищі Богистон, був шейх Убайдулла Ахрар. Шейх Ховенді ат-Тахур був його предком по материнській лінії. Убайдулла Ахрар був великим майстром суфізму та керівником Мусульманського духовенства. Він був дуже молодим, коли став главою ордена суфіїв, заснованого послідовниками Бахауддіна Накшбанді. Він помітно покращив доктрину ордену, і в середині XV століття став лідером Мусульманського духовенства всієї держави, успадкованої від Тамерлана. Оскільки Самарканд був центром духовенства, Убайдулла Ходжа Ахрар мав залишити Ташкент. Готуючись до переїзду, він вирішив побудувати мечеть та медресе у подарунок мешканцям Ташкента.

## Визначні пам'ятки
Місце поховання Шейх Ходжа Омара у списку найшанованіших священних місць Ташкентської області. Овіяна століттями обстановка цього місця дає змогу перенестися в історію інших пам'яток (наприклад, похоронний комплекс Шейхантаур у Ташкенті), які були зруйновані чи бездарно прикрашені останнім часом.
Селище Богістон зберегло традиції та звичаї гірських таджиків. Такі страви як «Хашкак», мед з горіхами та «Урош», йогурт із спеціями є відмінними стравами місцевого населення.

## Клімат
Клімат у цій місцевості дуже сприятливий. Передгір'я, що оточують її, і Чарвакське водосховище, які зволожують і охолоджують повітря влітку (+30 °C), безпосередньо впливають на клімат місцевості. Проте взимку тут досить холодно (до -20 °C). Опади у вигляді дощу переважно випадають навесні та восени. Найсприятливіший сезон для пляжного відпочинку – з червня по серпень, а для прогулянок на конях та піших прогулянок – пізній квітень та ранній жовтень.

## Розташування
Селище Богістон розташоване за 85 км (довжина дороги −125 км) від Ташкента. Найближча залізнична станція Ходжикент, залізниці, що йде з Ташкента, розташована неподалік селища міського типу Чарвак.